# Lermontov (film)
Lermontov (Лермонтов) è un film del 1986 diretto da Nikolaj Burljaev.

## Trama
Il film racconta la vita e la morte del grande poeta russo Michail Lermontov.